# Pandemia de COVID-19 en Distrito Federal (Brasil)
El primer caso de la pandemia de enfermedad por coronavirus en Distrito Federal, unidad federativa de Brasil, inició el 5 de marzo de 2020. Hay 98.480 casos confirmados y 1.339 fallecidos.

## Cronología

### Marzo
El 5 de marzo se informa del primer caso de COVID-19 en el Distrito Federal. Se trata de una mujer de 53 años que regresó de un viaje a Reino Unido y Suiza.
El 28 de marzo se reporta la primera muerte causada por el COVID-19 se registra en Brasilia. Este es un hombre de 46 años del grupo étnico indígena Pareci, que vivió en la capital federal durante dos meses, tenía hipertensión y diabetes. Era de Cáceres, ciudad de Mato Grosso.

### Abril
El 22 de abril el gobierno del Distrito Federal realizó el primer testeo masivo a 100.000 personas.

### Mayo
El 1 de mayo se informó que el sistema penitenciario do Distrito Federal era la que presentaba más casos y contagios de COVID-19 a nivel nacional.